# Eval
Eval ist eine besondere Funktion zur Metaprogrammierung, mit der ein Interpreter (oder das Paar Compiler/Laufzeitsystem) angewiesen wird, ein in der Programmiersprache selbst geschriebenes Codefragment, das als Datenobjekt vorliegt, auszuwerten und das Ergebnis der Berechnung zurückzuliefern.
Da auch etwaige Nebeneffekte wie die Bindung eines Wertes an einen Namen berücksichtigt werden, wird durch Eval die Programmiersprache selbst „programmierbar“. Die erste Programmiersprache mit dieser Funktion war Lisp. Da der Programmcode durch unbedarfte Nutzung von Eval schwer zu durchschauen sein kann, greifen viele Programmierer je nach Anwendungsfall lieber auf spezifischere Mechanismen wie Makros oder Closures zurück. Werden ungeprüfte Nutzereingaben an Eval übergeben, so kann dies ein großes Sicherheitsrisiko sein.
Eval ist unter anderem in den Programmiersprachen Perl, Bash, PHP, JavaScript und Python vorhanden.